# Alberto Enríquez Gallo

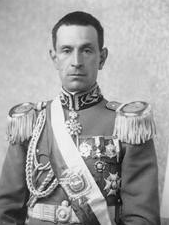
Alberto Enríquez Gallo

Alberto Enríquez Gallo (* 24. Juli 1895 auf der Hacienda Santa Rosa Grande, Tanicuchí, Latacunga; † 13. Juli 1962 in Quito) war ein ecuadorianischer Militär und vom 23. Oktober 1937 bis zum 10. August 1938 Diktator seines Landes.
Er war an der Niederschlagung der alfaristischen Aufstände 1910 und 1911 und an der Revolution von 1925 beteiligt. Nach dem Sturz Velasco Ibarras 1935 wurde er vom interimischen Präsident Federico Páez, der auch sein Taufpate war, zum General befördert und als Verteidigungsminister vereidigt. Als Páez jedoch versuchte, die Verfassungsgebende Versammlung von 1937 zu manipulieren, stürzte Enríquez Gallo ihn und erklärte sich zum Diktator. 1938 rief er eine neue Verfassungsgebende Versammlung ein und übergab ihr die Macht.
Danach zog er sich weitgehend aus der Politik zurück, war aber 1948 erfolgloser Präsidentschaftskandidat der Ecuadorianischen Sozialistischen Partei und von 1956 bis 1960 Senator für Cotopaxi.